# Fraunhofer-Institut für Angewandte und Integrierte Sicherheit
Das Fraunhofer-Institut für Angewandte und Integrierte Sicherheit (AISEC bzw. Fraunhofer AISEC) ist eine Einrichtung der Fraunhofer-Gesellschaft zur Förderung der angewandten Forschung e. V. Das Institut für IT-Sicherheitsforschung hat seinen Hauptsitz in Garching bei München. Weitere Standorte des Instituts befinden sich in Berlin und Weiden in der Oberpfalz.
Das Fraunhofer AISEC unterstützt Unternehmen bei der Absicherung ihrer Systeme, Infrastrukturen, Produkte und Angebote. Mehr als 150 wissenschaftliche und technische Mitarbeiter entwickeln  Sicherheitstechnologien zur Erhöhung von Verlässlichkeit, Vertrauenswürdigkeit und Manipulationssicherheit von IT-basierten Systemen und Produkten. In den AISEC-Laboren werden neben Sicherheitstests an Hardware- und Softwarekomponenten auch Funktions-, Interoperations-, Konformitäts- und Compliance-Tests durchgeführt. Zu den Kunden des Fraunhofer AISEC gehören Hersteller, Zulieferer und Anwender unter anderem aus den Bereichen der Chipkartensysteme, Telekommunikation, dem Automobilbau und deren Zulieferindustrie, Logistik und Luftfahrt, Maschinenbau und Automatisierungstechnik, dem Gesundheitswesen, der Software-Industrie sowie dem öffentlichen Sektor.
Das Fraunhofer AISEC arbeitet eng mit den Lehrstühlen für Sicherheit in der Informationstechnik der Fakultät für Informatik (Campus Garching) sowie der Fakultät für Elektrotechnik (Innenstadt) der TU München zusammen und ist mit weiteren Bildungs- und Forschungseinrichtungen weltweit vernetzt. Das Fraunhofer AISEC ist Mitglied im Fraunhofer-Verbund Informations- und Kommunikationstechnik (IuK).

## Forschung und Entwicklung
Am Fraunhofer AISEC wird an folgenden Feldern gearbeitet:
- Embedded Security
- Security Evaluation
- Hardware Security
- Product Protection
- Mobile Security
- Service & Application Security (Cloud- & Service Computing)
- Industrial Security
- Automotive Security
- Secure Software Engineering
- Cyber-Security
- Identity-Schutz
- Schutz kritischer Infrastrukturen

## Geschichte
Das Institut wurde 2009 unter der Leitung von Claudia Eckert als Projektgruppe des Fraunhofer-Instituts für Sichere Informationstechnologie aufgebaut und am 1. Juli 2011 in eine Forschungs-Einrichtung der Fraunhofer-Gesellschaft überführt. Seit Dezember 2013 ist das Fraunhofer AISEC ein eigenständiges Institut der Fraunhofer-Gesellschaft. Leiterin ist Claudia Eckert. Ihr Stellvertreter ist Georg Sigl, zugleich Inhaber des Lehrstuhls für Sicherheit in der Informationstechnik. Seit 2014 hat das Institut auch eine Einrichtung in Berlin.